# دمیان بیچیر
دمیان بیچیر (به انگلیسی: Demián Bichir؛ زاده ۱ اوت ۱۹۶۳) یک هنرپیشه اهل مکزیک است. وی برای بازی در فیلم یک زندگی بهتر نامزد جایزه اسکار بهترین بازیگر نقش اول مرد شده‌است.

## زندگی

### حرفه
بیچر در تورئون به دنیا آمد. پدرش الهاندرو بیچر و مادرش نجرا ماریکروز هر دو بازیگر بودند، همچنین دو برادر بیچر، اودیسو و برونو نیز هر دو بازیگر هستند.
او فعالیت هنری خود را با بازی در تئاتر آغاز کرد و با اجرای نمایشنامه‌های شکسپیر و فیودور داستایفسکی توانست چندین جایزه از سوی انجمن منتقدان تئاتر مکزیک دریافت کند. بیچر بازیگری در عرصه سینما را با بازی در فیلم تا مرگ آغاز کرد.

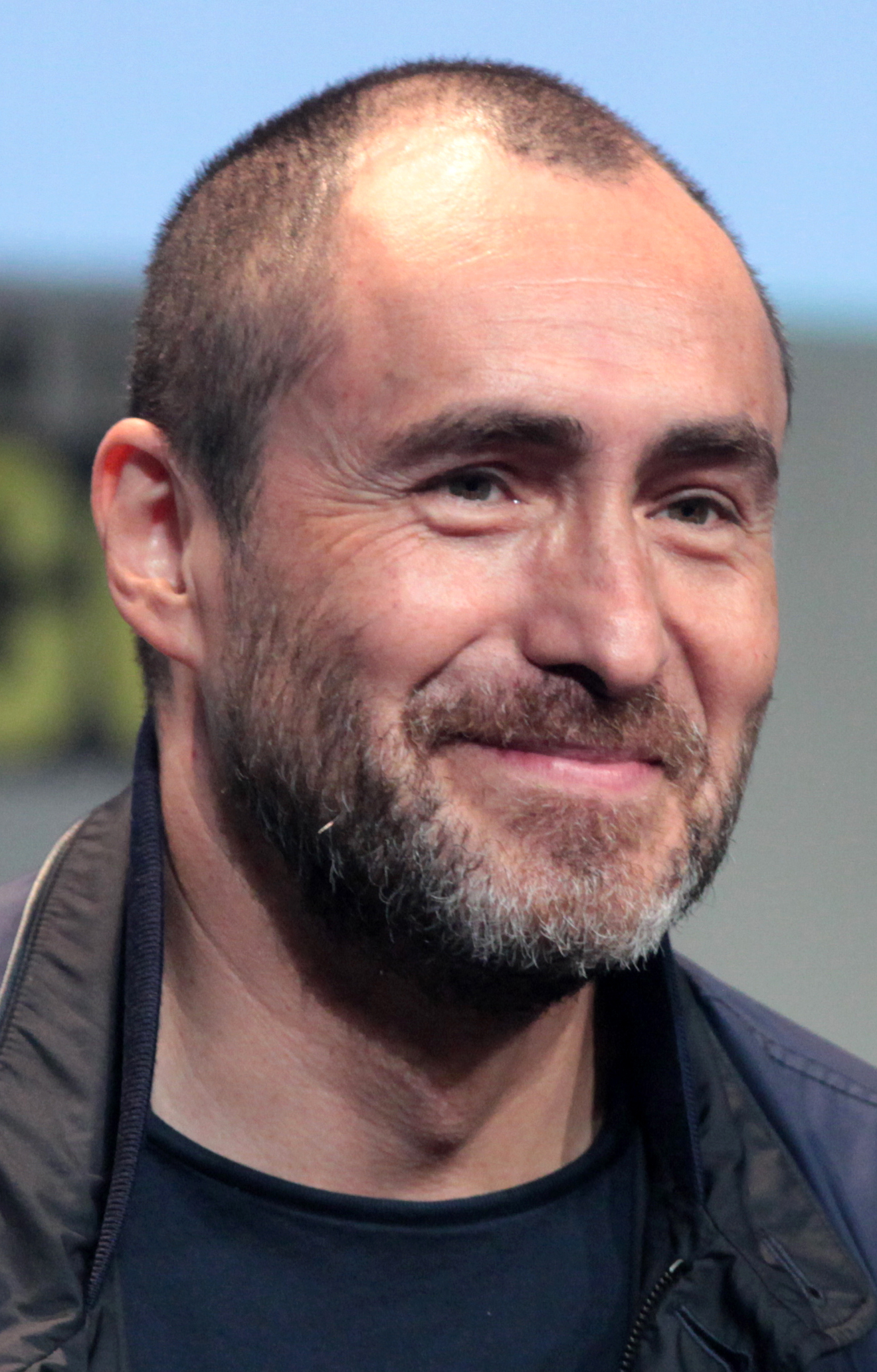
بیچیر در کامیک-کان سن دیگو سال ۲۰۱۵

او از سال ۲۰۰۵ تا ۲۰۱۲ در مجموعه تلویزیونی علف بازی کرد، بیچیر در سال ۲۰۰۸ و در فیلم چه در نقش فیدل کاسترو، سیاستمدار کوبایی ظاهر شد. بازی در فیلم یک زندگی بهتر نقدهای مثبتی برای او به همراه داشت و توانست نامزد جایزه اسکار بهترین بازیگر نقش اول مرد شود. او در سال ۲۰۱۵ به عنوان یکی از بازیگران اصلی در فیلم هشت نفرت‌انگیز به کارگردانی کوئنتین تارانتینو بازی کرد.

### زندگی شخصی
بیچر با لایست در سال ۲۰۰۱ میلادی ازدواج کرد اما این ازدواج پس از دو سال به جدایی ختم شد و آنها در سال ۲۰۰۳ میلادی از هم جدا شدند. پس از آن بیچر با استفانی شرک در سال ۲۰۱۱ وارد رابطه شد. در ۱۲ آوریل سال ۲۰۱۹ استفانی شرک خودکشی کرد و پس از هشت روز درگذشت. بیچیر یک دختر به نام گالا دارد. همچنین بیچیر سفیر اتحادیه آزادی‌های مدنی آمریکا است.

## فیلم‌شناسی

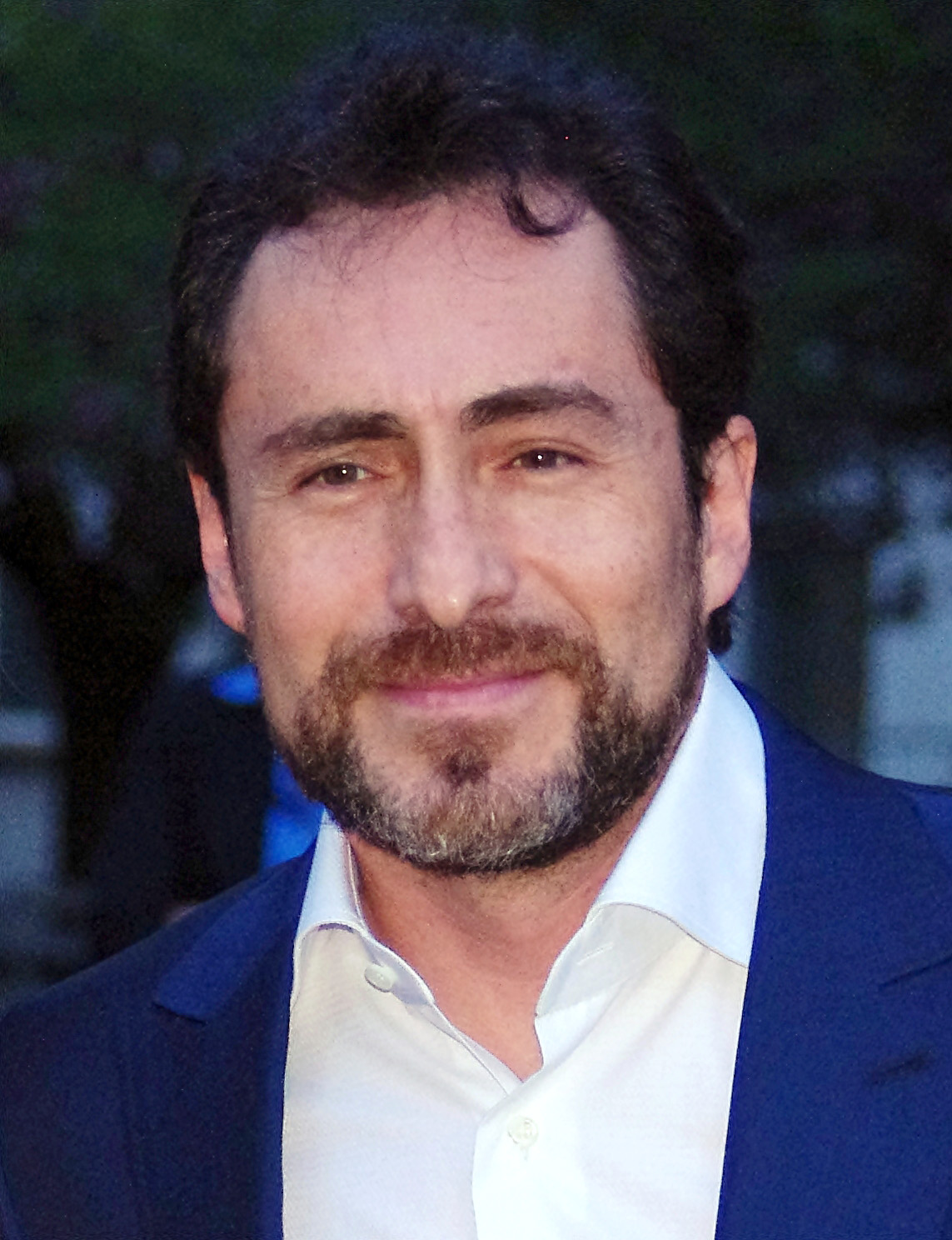
دمیان بیچر در سال ۲۰۱۲

| سال  | فیلم - مجموعه تلویزیونی | نقش               | یادداشت |
| ---- | ----------------------- | ----------------- | ------- |
| ۱۹۹۵ | تا مرگ                  | عمر               |         |
| ۱۹۹۶ | سولو                    | ریو               |         |
| ۲۰۰۱ | در زمانه پروانه‌ها       | مانولو تاوارز     |         |
| ۲۰۰۱ | وسوسه‌ام نکن             | مانی              |         |
| ۲۰۰۸ | علف                     | استبان کارلوس ریس | ۲۷ قسمت |
| ۲۰۰۸ | چه                      | فیدل کاسترو       |         |
| ۲۰۱۱ | یک زندگی بهتر           | کارلوس گالیندو    |         |
| ۲۰۱۲ | وحشی‌ها                  | الکس              |         |
| ۲۰۱۳ | مخمصه                   | هیل               |         |
| ۲۰۱۳ | دام همینگوی             | ایوان فونتین      |         |
| ۲۰۱۳ | ماچته می‌کشد             | مندس مارکوس       |         |
| ۲۰۱۵ | هشت نفرت‌انگیز           | مارکو مکزیکی      |         |
| ۲۰۱۷ | بیگانه: کاوننت          | گروهبان لوب       |         |
| ۲۰۱۸ | راهبه                   | پدر بورک          |         |
| ۲۰۲۰ | کینه                    | کارآگاه گودمن     |         |
| ۲۰۲۰ | آسمان نیمه‌شب            | سانچز             |         |
| ۲۰۲۱ | آشوب مدام               | بن مور            |         |
| ۲۰۲۱ | گودزیلا در برابر کونگ   | والتر سیمونز      |         |
| ۲۰۲۱ | سرزمین                  |                   |         |
| ۲۰۲۳ | چوپا                    | چاوا              |         |

## جوایز
- برنده جایزه آریل بهترین بازیگر مرد برای فیلم تا مرگ
- نامزد جایزه اسکار بهترین بازیگر نقش اول مرد برای فیلم یک زندگی بهتر
- نامزد جایزه ایندیپندنت اسپیریت بهترین بازیگر نقش اول مرد برای فیلم یک زندگی بهتر
- نامزد جایزه انجمن بازیگران فیلم بهترین بازیگر مرد برای فیلم یک زندگی بهتر
- نامزد جایزه بلک ریل بهترین بازیگر نقش اول مرد برای فیلم یک زندگی بهتر
- برنده جایزه ویژه از جشنواره بین‌المللی سنتا باربارا برای فیلم یک زندگی بهتر
- نامزد جایزه انجمن بازیگران فیلم بهترین بازیگر مرد برای مجموعه تلویزیونی علف
- نامزد جایزه دربی طلا بهترین بازیگر برای فیلم هشت نفرت‌انگیز
- برنده جایزه فیلم هالیوود بهترین بازیگر برای فیلم هشت نفرت‌انگیز